# 共和国广场 (雷恩)

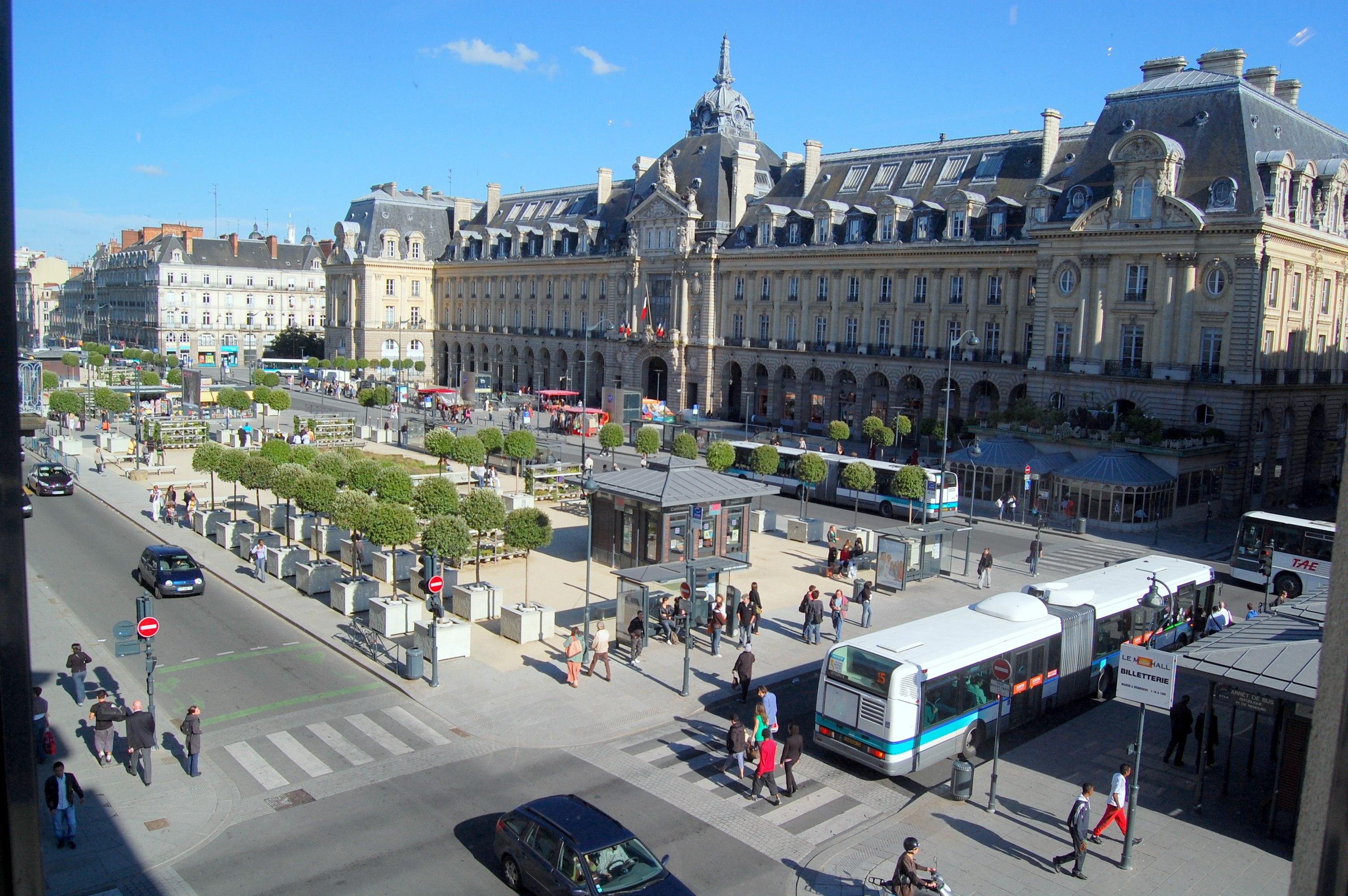
雷恩共和国广场

共和国广场（Place de la République）是一个长方形广场，位于法国布列塔尼大区首府雷恩的市中心。长170米，宽90米，占地面积15300平方米。广场上有地标建筑商业宫（Palais du Commerce）。
1912年，雷恩约有8万市民， 市长Jean Janvier倡议开辟共和国广场。人们认为它“就像是商业宫的花坛”。1914年6月1日，竣工的第二年，广场有幸迎来共和国总统雷蒙·普恩加萊的访问。